# Hale Tenger
Hale Tenger (Esmirna, 1960) es una artista turca afincada en Estambul. Es conocida por sus instalaciones a gran escala de denuncia social que exploran la identidad, la memoria colectiva y la violencia política.  En la realización de sus trabajos utiliza materiales y recursos audiovisuales y artísticos diversos. Su obra ha sido expuesta en ferias internacionales, museos e instituciones culturales de todo el mundo.

## Temprana edad y educación
Hale Tenger nació en 1960 en Esmirna. En 1981 obtuvo una licenciatura en Programación Informática de la Universidad Bogazici de Estambul. Después de sus estudios universitarios, se matriculó en la Academia Estatal de Bellas Artes de Estambul, donde obtuvo un MFA en 1986. Ese mismo año, recibió un premio del British Council y se matriculó en el Instituto de Educación Superior de South Glamorgan, Cardiff, recibiendo otro MFA en 1988.En sus dos maestrías en Bellas Artes, se centró en la cerámica. Después de esta formación, comenzó a experimentar con la fundición y soldadura de bronce. Más tarde, en 1994, Tenger estuvo en calidad de artista residente en la Facultad de Cerámica del Estado de Nueva York, en la Universidad Alfred y en 1997 participó de la residencia de Artpace en San Antonio.

## Trabajos seleccionados
(1990) The School of Sikimden Aşşa Kasımpaşa (La escuela de Ya no me importa una mierda) (1990) es una instalación con una piscina de hierro galvanizado a gran escala llena de un líquido teñido de rojo, colocada debajo de un conjunto de cimitarras de la era otomana suspendidas desde el techo. La obra hace referencia al asesinato en 1990 de la académica y activista por los derechos de las mujeres Bahriye Üçok, al tiempo que sugiere una crítica de las tendencias neo-otomanistas, el nacionalismo militarizado y la devoción religiosa de Turquía. Se exhibió más recientemente en Dream and Reality: Modern and Contemporary Women Artists From Turkey, organizado en Estambul Modern en 2012.
(1992) I Know People Like This (Conozco a gentes así) es una instalación mural con pequeños objetos encontrados, incluidas figuras del dios de la fertilidad y Three Monkeys de See No Evil Hear No Evil (Tres Monos de No veo maldad, no oigo maldad), que evoca los elementos de la bandera turca. Tras la exposición de la obra en la Tercera Bienal de Estambul comisariada por Vasıf Kortun en 1992, la artista fue procesada por denigrar la bandera turca.  La defensa argumentó que la obra de arte no hacía referencia a la bandera turca y, en cambio, criticaba al patriarcado y a la violencia masculina. Tenger fue absuelta pero su obra no se ha expuesto en Turquía desde 1992.
(1993) Decent Deathwatch: Bosnia-Herzegovina. Producida en colaboración con el músico Serdar Ateşer, es una instalación con 800 frascos de vidrio llenos de agua que presentan imágenes y textos sobre Bosnia, extraídos de los medios internacionales. Colocados sobre estantes metálicos, los frascos llenos de agua crean un entorno similar a un laboratorio que explora el aislamiento y el archivo al mismo tiempo.
(1995) No salimos afuera; siempre estuvimos afuera/No entramos; Siempre estuvimos dentro es una instalación que consta de una caseta de madera, una garita de vigilancia rodeada por un alambre de púas. Esta es una obra que creó para la Cuarta Bienal de Estambul comisariada por Rene Block en 1995. En la instalación, el ambiente militarista se yuxtapone con fotografías de paisajes románticos y música procedente de la radio colocada en la cabaña, evocando una sensación de confinamiento y aislamiento.  La obra ofrece "un monumento que combina la privacidad con una sensación de pérdida y atrapamiento".  En 2015, veinte años después de su primera exposición, la obra se volvió a montar en el sótano de un edificio histórico de Nueva York, organizada por Protocinema, una organización artística sin fines de lucro con sede en Estambul y Nueva York. 
(1997) The Closet es una instalación de tres salas donde la artista recrea un entorno doméstico con el trasfondo de la Turquía de los años 80 bajo una dictadura militar. A oscuras, con gruesas cortinas, un comedor cuenta con una radio que narra un partido de fútbol y un noticiero; un dormitorio alberga un escritorio y libros escolares de la época; y un armario presenta una pila de ropa vintage. Al sugerir una sensación de desaparición, la pieza crea la sensación claustrofóbica de una época particular plagada de violencia y miedo. La instalación fue recreada para la exposición How Did We Get Here (2015) en el centro artístico Salt Galata en Estambul.
(2005-2007) Beirut es un trabajo en vídeo que muestra la fachada del hotel Saint-Georges en Beirut, un edificio abandonado que sufrió graves daños durante la guerra civil en el Líbano.  La obra muestra el movimiento de telas blancas flotando en las ventanas, colocadas en protesta por el retraso en el permiso de renovación. 
(2011) Balloons on the Sea es una obra producida con el músico Serdar Ateşer, colaborador habitual de Tenger. Se trata de una pieza de video que presenta globos flotando en el agua, listos para una actividad de pasatiempo de tiro al blanco.La obra explora la violencia latente al tiempo que sugiere un acto de resiliencia.  La obra fue expuesta en la Exposición Internacional de la Bienal de Venecia en 2017, comisariada por Christine Macel. 
(2013) I Know People Like This III es una instalación que toma la forma de un laberinto, donde las paredes presentan imágenes de protestas callejeras masivas, policías arrestando a personas, devastación e ira, todo impreso en una película de rayos X mostrada a contraluz sobre paneles. La exhibición del archivo sugiere una mirada a las entrañas de un cuerpo político enfermo.
(2018) Under, encargada por Alserkal Programming en Dubai, es una instalación de arte en el espacio público donde los espectadores caminan hacia una estructura independiente que alberga un árbol con una red.  La obra hace referencia a un truco tradicional de caza, consistente en utilizar redes para acostumbrar a las aves a volar más bajo. 

## Exposiciones
Tenger tuvo su primera exposición individual en la Galeri Nev de Estambul en 1990. Sus exposiciones individuales incluyen Where the Winds Rest, Galeri Nev, Estambul  (2019); No salimos afuera; siempre estuvimos afuera/ No entramos; siempre estuvimos dentro, Protocinema, Nueva York (2015);Balanceándose sobre las estrellas, Galeri Nev, Estambul (2013); Perspectivas: Beirut, Smithsonian Institution, Washington (2011); Globos en el mar, Green Art Gallery, Dubái (2011); El país de Nunca Jamás, Mannheimer Kuntsverein, Mannheim (2001); y El armario, ArtPace, San Antonio, Texas (1997).
Su trabajo ha sido presentado en instituciones internacionales, incluido el Centro Pompidou, París; Galería de Arte de Australia Occidental ;  Arter, Estambul;  Neuer Berliner Kunsverein, Berlín;  Fundación Boghossian, Villa Empain, Bruselas; Estambul Moderna, Estambul; Espacio Cultural Louis Vuitton, París; Museo Boijmans Van Beuningen, Róterdam; Thyssen-Bornemisza Arte Contemporáneo, Viena; Martin-Gropius-Bau, Berlín; Museo de Arte de Seúl, Seúl; Palacio de Bellas Artes de Lille, Lille; Museo de Arte Contemporáneo Carré d'Art-Nîmes, Nimes; Museo de Arte Moderno de Arnhem, Arnhem; Museo Van Abbe, Eindhoven; Protocinema, Nueva York; y Nuevo Museo, Nueva York. 
Participó en diversas bienales como la 57° Exposición Internacional de Arte, Bienal de Venecia (2017); la 1.ª Bienal del Mediterráneo de Haifa (2010); la VIII Bienal de La Habana (2003); Bienal de Gwangju (2000); 2.ª Bienal de Johannesburgo (1998); Manifiesta 1, Róterdam (1996); Bienal de Arte de São Paulo (1994); la 3.ª y 4.ª Bienal de Estambul (1992 y 1995).

## Colecciones
El trabajo de Tenger forma parte de colecciones públicas que incluyen la Fundación Vehbi Koç, ARTER, Estambul: Estambul, Fundación N. Eczacıbaşı, Estambul Moderna, Estambul; Museo de Arte Moderno de Arnhem, Arnhem; y Fundación Linda Pace, San Antonio .